# Szlomo Ben Josef
Szlomo Ben Josef (hebr. ‏שְׁלֹמֹה בן יוֹסֵף‎, właśc. Szalom Tabacznik, ur. 7 maja 1913 roku w Łucku, zm. 29 czerwca 1938 roku w Akce) – żydowski bojownik, członek rewizjonistycznej młodzieżówki Betar i podziemnej paramilitarnej organizacji Irgun, uczestnik alii Af Al Pi, został powieszony przez władze Mandatu Palestyny w 1938 roku w więzieniu w Akce. Był pierwszym ze wszystkich Olej ha-Gardom, stał się jednocześnie ideałem walki i postawy członka Bejtaru w diasporze.

## Życiorys

### Młodość
Urodził się w tradycyjnej i religijnej rodzinie w Łucku. Ojciec był dozorcą podmiejskiego młyna. W 1928 roku, w wieku 13 lat, Tabacznik wstąpił do polskiej gałęzi Bejtaru w Łucku. Po dwóch latach zmarł jego ojciec. W latach 30. XX wieku zdecydował dokonać alii do Palestyny, jednak w 1937 roku nie otrzymał od Agencji Żydowskiej certyfikatu, który uprawniał do wyjazdu. Przyczyniło się to do podjęcia przez niego decyzji o dokonaniu nielegalnej alii. 20 września 1937 roku udało mu się dotrzeć do Palestyny, gdzie w tym samym roku wstąpił do oddziału pracy Bejtaru w Rosz Pina. Z czasem wstąpił do Irgunu i zmienił swoje dane na Szlomo Ben Josef. Wtedy też zgłosił się do pełnienia służby policyjnej w Irgunie.

### Działalność w Palestynie
Jedną z form działań obu stron podczas powstania arabskiego było atakowanie szlaków komunikacyjnych i środków publicznego transportu. Część z tych operacji nie była sprawnie koordynowana i wynikała głównie z chęci odwetu za wydarzenia mające miejsce w okolicy. Nieopodal Rosz Pina znajdowała się arabska wieś Jaouni. Oddział Bejtaru podejrzewał, że w tej wiosce mieszkają sprawcy ataku na Żydów i gwałtu na kobiecie, którzy podróżowali drogą do Safedu. 21 kwietnia 1938 roku wraz z dwoma kolegami z Bejtaru postanowili dokonać odwetu na własną rękę. W wyniku zasadzki ostrzelali arabski autobus, jednak granat Ben Josefa okazał się niewybuchem. Niedługo po ataku policja aresztowała całą trójkę. Podczas aresztowania mieli powiedzieć: 
Spełniliśmy nasz czyn, gdyż chcemy, aby nas powieszono. Chcemy, aby nasza śmierć poruszyła młodzież żydowską, aby młodzież żydowska poszła w góry, naszym śladem i naszą drogą.
W trakcie procesu Szalom Zurabin nie został uznany za winnego wszystkich zarzutów, a Awrahamowi Szejnowi początkową karę śmierci zamieniono na dożywocie, ponieważ z Polski dostarczono dokumenty potwierdzające, że nie miał ukończonych 18 lat życia.

### Protesty przeciw wyrokowi

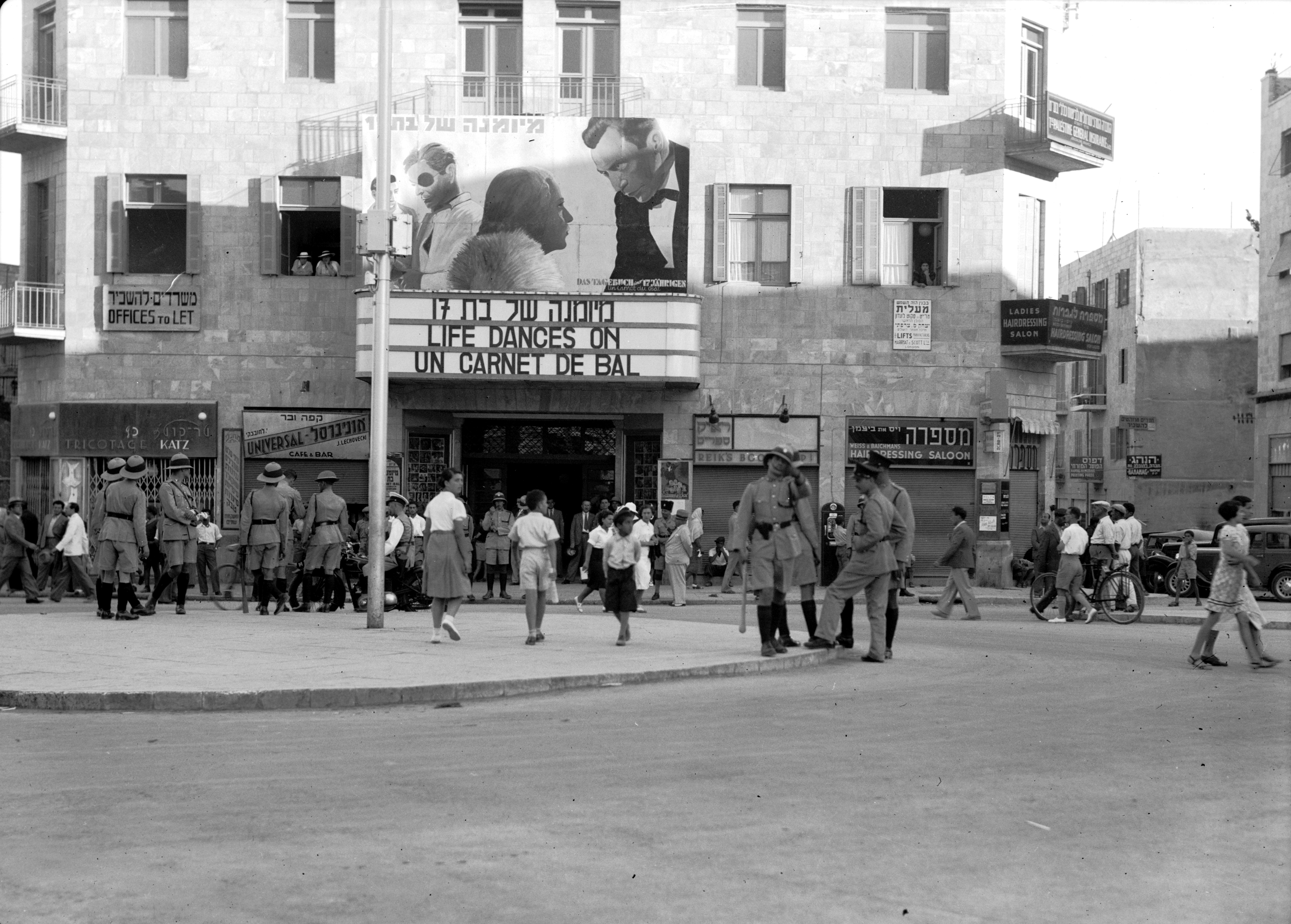
Patrole policji na Jaffa Road w Jerozolimie w przeddzień egzekucji

Wyrok śmierci spowodował fale protestów wśród rewizjonistów w Palestynie i na świecie. 27 czerwca 1938 roku w Tel Awiwie miała miejsce demonstracja, która zakończyła się starciami z brytyjską policją. W Tel Awiwie, Hajfie, Petach Tikwie i Jerozolimie, na znak protestu, zamknięto wszystkie żydowskie kawiarnie i kina. 28 czerwca podano informację, że rząd polski zaapelował do rządu brytyjskiego o wstrzymanie wykonania kary śmierci, ponieważ skazany był obywatelem polskim. 29 czerwca wybuchły kolejne zamieszki w Jerozolimie, co doprowadziło do wprowadzenia w Jerozolimie godziny policyjnej. Jak podaje Colin Shindler, działania mające odwiedzenie Brytyjczyków od wykonania kary śmierci podjął przywódca rewizjonistów – Ze’ew Żabotyński. W tej sprawie wystosował on specjalną notę do sekretarza kolonii Malcolma MacDonalda. Starał się w niej przekonać, że powieszenie Ben Josefa spowoduje, że podobne przypadki ataków powtórzą się w przyszłości. Lider rewizjonistów napisał także do Dawida Razi’ela, ówczesnego przywódcy Irgunu, w celu oprotestowania dotychczasowych akcji przeprowadzanych przez podziemną organizację. W sprawie Ben Josefa interweniowali także szef Hagany Elijjahu Golomb, Agencja Żydowska oraz Chaim Weizman.

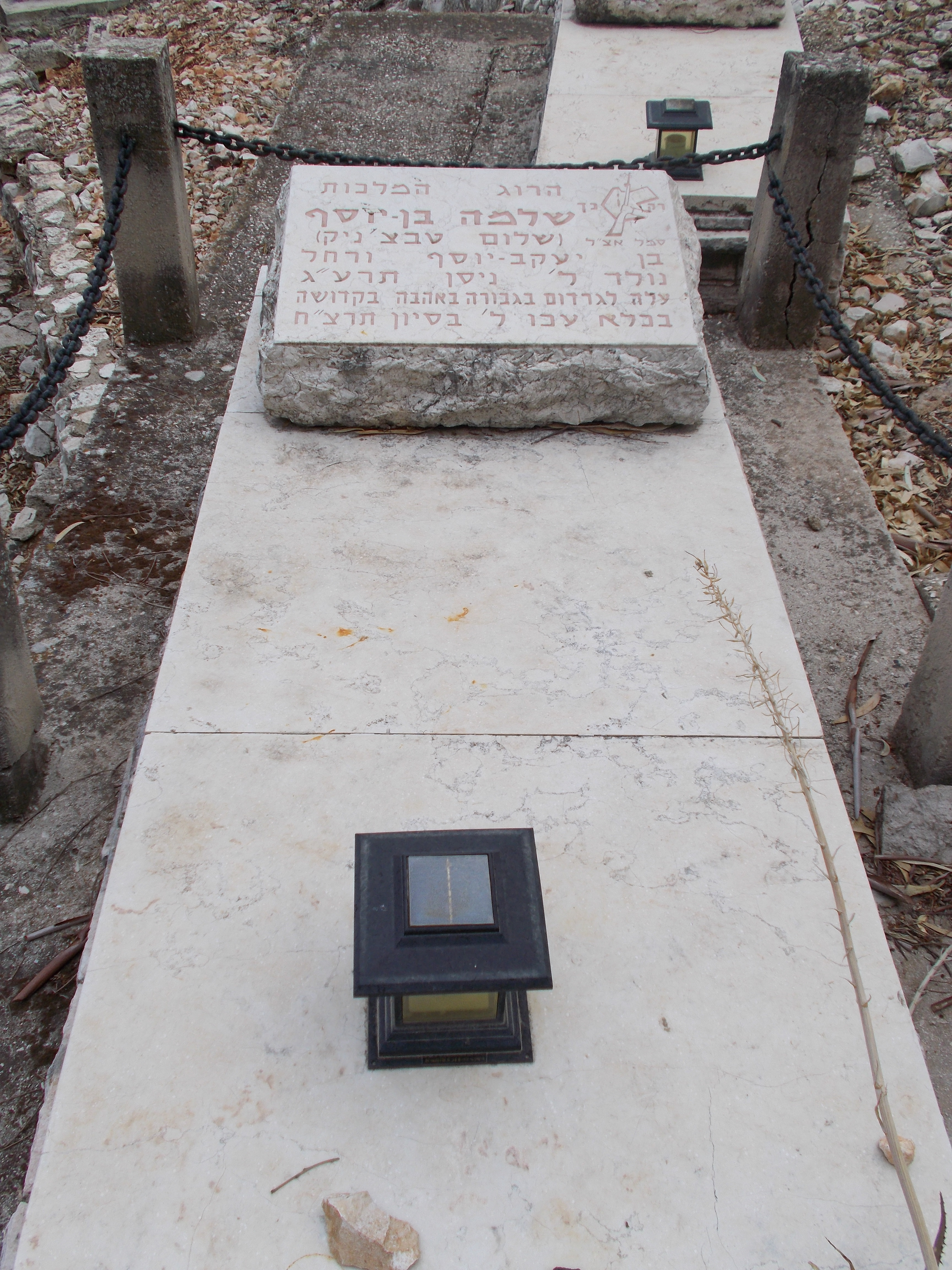
Nagrobek Szlomo Ben Josefa

Jak podaje gazeta „Chad Ness”, Ben Josef został powieszony w mundurze Bejtaru. W dzień wykonania wyroku Akka była objęta zakazem ruchu żydowskiego, a miasto było patrolowane przez policję. W całej Palestynie doszło do żałobnych procesji, które były blokowane lub rozpędzane przez policję. W ramach żałoby zamknięto sklepy i noszono czarne opaski. O stosunku rewizjonistów do śmierci Ben Josefa może świadczyć umieszczone w „Trybunie Narodowej” pożegnanie:
Umarłeś w imię gorącej miłości dla Narodu Żydowskiego, dla Jego wolności, dla Jego szczęśliwszego Jutra. Z uśmiechem i pieśnią na Twych ustach wstępowałeś na szafot, by – jak ongiś przed wiekami Wielki Rabi Akiba – zaszczepić drzewo Twego życia, z którego wykwitnie kiedyś wolność dla nas. Spoczywaj w spokoju! Śpiew szubienicy – wierzymy – przemieni się w hymn wolnego, potężnego Państwa. I ziści się, Betarczyku, Twój sen!...

## Przesłanie Ben Josefa
16 czerwca 1939 roku „Trybuna Narodowa” opublikowała sentencje Ben Josefa, jakie zapisał przed śmiercią:
- Śmierć w porównaniu z Ojczyzną jest niczym,
- Umrzeć lub zdobyć szczyt. Szlomo Ben Josef,
- Byłem niewolnikiem Betaru do końca,
- Czym jest ojczyzna? Jest to rzecz, za którą warto żyć, walczyć, a także umierać,
- Jutro idę na śmierć. Mimo to raduję się. Dlaczego? Bo dziesięć lat pracowałem dla wzrostu idei „B”.

Gazeta opublikowała także treść listu, jaki pozostawił po sobie Ben Josef w formie testamentu ideologicznego Bejtaru:
Kochana Matko!
Słyszałaś już zapewne o mnie z gazet. Nie dodam nic do tego. Radzę ci tylko, abyś starała się, o ile możliwe, nie martwić się i zapomnieć o mnie. Jeżeli zaś będziesz mnie wspominać, bądź ze mnie dumna, bo inni synowie żydowscy skończyli życie o wiele haniebnej i tragiczniej.
Ja jestem dumny i przyjmuję wszystko to jako honor – z radością. Pozdrów wszystkich moich przyjaciół i krewnych. Nie mogę pisać do każdego z nich oddzielnie. Mówię Ci raz jeszcze: Nie troszcz się o mnie, bo i ja się nie troszczę. Idę na śmierć i zupełnie się nie martwię. Dlaczego? Gdyż idę umierać za nasz kraj.
Szlomo Ben Josef
I jestem szczęśliwy ze swego losu. Pozdrów specjalnie gniazdo Betaru w Łucku. Przykro mi, że nie mogę do nich napisać osobno. Inni już do nich za mnie napiszą.
Jestem pewien, że coraz goręcej będą pracować dla naszej wielkiej idei, dla Państwa Żydowskiego. Tel Chaj dla nich.
Bądźcie zdrowi i weseli.
Wasz Szlomo Ben Josef
Proszę doręczyć ten list gniazdu Betaru w Łucku w Polsce. Szlomo Ben Josef
Tel Chaj
Drodzy Bracia i Siostry!
Jutro idę na śmierć i mimo to jestem radosny. Dlaczego? Dlatego, że w ciągu dziesięciu lat oddawałem wszystkie swe siły Betarowi i że mam zaszczyt być pierwszym Betarczykiem, który zginie na szubienicy. Jestem z tego dumny i cieszę się z tego.
Szkoda, że nie mogę do was swobodnie napisać, policjant arabski krąży koło mnie i to już drugi list, który piszę do was. Kto wie, czy dojdą do miejsca przeznaczenia. Wierzę, że dumni będziecie ze mnie, że kroczyć będziecie naprzód, bo doprawdy warto jest umrzeć za Betar.

Szlomo Ben Josef